# Parafia Najświętszej Maryi Panny Matki Kościoła w Pasztowej Woli
Parafia Najświętszej Maryi Panny Matki Kościoła w Pasztowej Woli – jedna z 10 parafii dekanatu iłżeckiego diecezji radomskiej.

## Historia
Pasztowa Wola stanowiła posiadłość biskupów krakowskich. Została osadzona na prawie niemieckim. Dziesięciny z Pasztowej Woli nadane zostały w 1452 przez bp. Zbigniewa Oleśnickiego dla szpitala w Iłży. W 1973, staraniem ks. Józefa Dziadowicza i ks. Jana Blicharza, przeniesiono z Jasieńca Iłżeckiego drewniany dom (leśniczówkę) i urządzono w nim kaplicę. Ks. Jan Blicharz przebudował kaplicę na kościół pw. NMP Matki Kościoła, który 26 grudnia 1973 poświęcił bp. Piotr Gołębiowski. Parafia została erygowana w 1981 przez bp. Edwarda Materskiego.

## Proboszczowie
- 1981 – 1986 – ks. Jan Blicharz
- 1986 – 2000 – ks. Kazimierz Kapusta
- 2000 – 2010 – ks. Jan Seta
- 2010 – nadal – ks. Marek Wójcik

## Terytorium
Do parafii należą: Ciecierówka, Michałów, Pasztowa Wola-Kolonia, Pasztowa Wola Wieś, Płósy, Podkońce, Prędocin, Prędocin-Kolonia, Prędocinek.